# National Provincial Championship Division 2 1985
La National Provincial Championship Division 2 1985 fue la décima edición de la segunda división del principal torneo de rugby de Nueva Zelanda.

## Sistema de disputa
El torneo se disputa en formato todos contra todos a una sola ronda, el equipo que logra el mayor puntaje al finalizar el torneo se corona campeón y asciende a la Primera División, mientras que el último clasificado desciende directamente a la Tercera División.

## Campeonato
Tabla de posiciones
| Pos. | Equipo         | Encuentros | Encuentros | Encuentros | Encuentros | Tantos | Tantos | Tantos | Puntos |
| Pos. | Equipo         | PJ         | PG         | PE         | PP         | F      | C      | Dif    | Puntos |
| ---- | -------------- | ---------- | ---------- | ---------- | ---------- | ------ | ------ | ------ | ------ |
| 1.º  | Taranaki       | 7          | 7          | 0          | 0          | 234    | 44     | +190   | 14     |
| 2.º  | Hawke's Bay    | 7          | 5          | 0          | 2          | 193    | 85     | +108   | 10     |
| 3.º  | Marlborough    | 7          | 5          | 0          | 2          | 133    | 102    | +31    | 10     |
| 4.º  | King Country   | 7          | 4          | 0          | 3          | 129    | 102    | +27    | 8      |
| 5.º  | Mid Canterbury | 7          | 3          | 0          | 4          | 113    | 137    | -24    | 6      |
| 6.º  | Wanganui       | 7          | 3          | 0          | 4          | 86     | 121    | -35    | 6      |
| 7.º  | Buller         | 7          | 1          | 0          | 6          | 75     | 175    | -100   | 2      |
| 8.º  | West Coast     | 7          | 0          | 0          | 7          | 64     | 200    | -136   | 0      |

|  | Campeón.                      |
|  | Desciende a Tercera División. |

| Bandera de Nueva Zelanda |
| Campeón Taranaki         |
| Segundo título           |